# SPEN
SPEN‏ (Spen family transcriptional repressor) هوَ بروتين يُشَفر بواسطة جين SPEN في الإنسان.